# 크리스티안 파스나흐트
크리스티안 파스나흐트(독일어: Christian Fassnacht, 1993년 11월 11일 ~ )는 스위스의 축구 선수로 포지션은 윙어이다. 현재 잉글랜드 EFL 챔피언십의 노리치 시티에서 활약하고 있다.